# Fight For Liberty/Wizard CLUB
「Fight For Liberty / Wizard CLUB」（ファイト フォー リバティー／ウィザード クラブ）は、UVERworldの24枚目のシングル。2013年8月14日にgr8!recordsから発売された。

## 概要
前作「REVERSI」からおよそ8か月ぶりとなる、2013年第1弾シングル。20thシングル「BABY BORN & GO/KINJITO」以来の両A面となった。2013年3月から約2週間行った、北海道での曲作り合宿で完成した6曲のうち3曲が収録されている。
「Fight For Liberty」はMBS・TBS系アニメ『宇宙戦艦ヤマト2199』の第2期オープニングテーマ、「Wizard CLUB」はテレビ東京系バラエティ番組『解禁!暴露ナイト』2013年7 - 8月度エンディングテーマに使用された。なお、アニメタイアップは19thシングル「CORE PRIDE」以来である。自身5度目となる『土6枠』『日5枠』のアニメ主題歌タイアップとなった。
初回生産限定盤・通常盤・期間生産限定盤（アニメ盤）の3形態でリリース。初回生産限定盤の特典DVDには、2013年2月28日Zepp DiverCityにて行われたライブより、「Don`t Think.Feel(マルチアングル4)」「23ワード」が収録されている。期間限定盤は、『宇宙戦艦ヤマト2199』の描き下ろし絵柄となっている。
キャッチコピーは、『人生は、たった1回だ。』

## 収録内容

### 初回生産限定盤・通常盤
| 全作詞: TAKUYA∞、全編曲: UVERworld & 平出悟。 |                       |           |           |      |
| #                                             | タイトル              | 作詞      | 作曲      | 時間 |
| 1.                                            | 「Fight For Liberty」 | TAKUYA∞   | TAKUYA∞   | 4:13 |
| 2.                                            | 「Wizard CLUB」       | TAKUYA∞   | UVERworld | 4:13 |
| 3.                                            | 「a LOVELY TONE」     | TAKUYA∞   | TAKUYA∞   | 5:15 |
| 合計時間:                                     | 合計時間:             | 合計時間: | 13:42     |      |

| 2013.02.28 Live at Zepp DiverCity 「KING'S PARADE」 |                                        |      |            |
| #                                                   | タイトル                               | 作詞 | 作曲・編曲 |
| 1.                                                  | 「Don't Think.Feel (マルチアングル4)」 |      |            |
| 2.                                                  | 「23ワード」                           |      |            |

### 期間限定生産盤
| #         | タイトル                        | 作詞  | 作曲・編曲 | 時間 |
| --------- | ------------------------------- | ----- | ---------- | ---- |
| 1.        | 「Fight For Liberty」           |       |            | 4:13 |
| 2.        | 「Wizard CLUB」                 |       |            | 4:13 |
| 3.        | 「a LOVELY TONE」               |       |            | 5:15 |
| 4.        | 「Fight For Liberty (TV size)」 |       |            | 1:30 |
| 合計時間: | 合計時間:                       | 15:15 |            |      |

## 楽曲解説
1. Fight For Liberty
難産だったと語り、制作に約1か月を費やした楽曲。『宇宙戦艦ヤマト』の世界観に合致するようサビを8パターン試作し、歌詞もよりイメージへ近づけるため何度も修正を施した[6][7]。TAKUYA∞は「UVERworld」「宇宙戦艦ヤマト」双方のファンを満足させるために気負っていたと語っている[6]。彰によるアーミング奏法を聴くことができる。
2. Wizard CLUB
北海道の合宿において最初に完成した楽曲。歌詞は”自分たちの音楽をまだ知らない人たちの気持ちを奪っていく”をテーマにしている[8]。ライブでのイントロおよびラスサビのパーカッションは、彰・克哉・信人・誠果によるものだが、レコーディングではすべて真太郎が担当している。冒頭のエレキギターはTAKUYA∞によるもの。
3. a LOVELY TONE
デモ段階ではまったく異なる内容の歌詞であったが、メンバーの友人の結婚をきっかけに現在の歌詞に書き換えられた。楽曲内にある「二人＋残された時間×円周率」の”円周率”を歌う箇所がちょうど3分14秒、「誰よりも幸せにするから」の”幸せ”を歌う箇所がちょうと4分44秒になっている[8]。
4. Fight For Liberty (TV size)
期間生産限定盤のみ収録。アニメ放送にて実際に使用された演奏時間であり、大部分は原曲の2番にあたる部分が収録されている[9]。